# 艾丹·沃尔什
艾丹·沃尔什（英語：Aidan Walsh，1997年3月28日—），爱尔兰男子拳击运动员。他曾代表爱尔兰参加2020年夏季奥林匹克运动会拳击比赛，获得男子69公斤级铜牌。他也曾参加2018年和2022年英联邦运动会。